# Liste der denkmalgeschützten Objekte in Steyr-Jägerberg
Die Liste der denkmalgeschützten Objekte in Steyr-Jägerberg enthält die 7 denkmalgeschützten, unbeweglichen Objekte der Steyrer Katastralgemeinde Jägerberg (Teile der Stadtteile Ennsdorf und Ennsleite).

## Denkmäler
| Foto |                 | Denkmal                                                                                | Standort                                           | Beschreibung | Metadaten |
| ---- | --------------- | -------------------------------------------------------------------------------------- | -------------------------------------------------- | --- | --- |
| ja   | Datei hochladen | Grenzstein HERIS-ID: 107920 Objekt-ID: 125289seit 31. Dezember 2009                    | Eisenstraße 23, in der Nähe Standort KG: Jägerberg | Stark verwitterter Grenzstein aus dem Jahr 1614 im Kreuzungsbereich Eisenstraße-Schwarzmayrstraße. Am Grenzstein sind die Schriftzüge „SS“ für Stadt Steyr und „HS“ für Herrschaft Steyr zu erkennen. Unter den beiden Schriftzügen befinden sich stark verwittert jeweils die zugehörige Wappen. Weiters ist die Jahreszahl „1614“ deutlich zu erkennen. | BDA-Hist.: Q37811442 Status: § 2a Stand der BDA-Liste: 2025-06-30 Name: Grenzstein GstNr.: 1227/3                                                          |
| ja   | Datei hochladen | Grenzstein HERIS-ID: 108209 Objekt-ID: 125621seit 31. Dezember 2009                    | Eisenstraße Standort KG: Jägerberg                 | Schlichter Granitgrenzstein Nr.33 aus dem Jahr 1774 im Kreuzungsbereich Eisenstraße-Neuschönauer Hauptstraße. Nicht am ursprünglichen Standort erhalten, rezent versetzt. Die Schriftzüge „SS“ für Stadt Steyr, „HS“ für Herrschaft Steyr und „33“ als Grenzsteinnummer zu erkennen. | BDA-Hist.: Q37812453 Status: § 2a Stand der BDA-Liste: 2025-06-30 Name: Grenzstein GstNr.: 1234                                                            |
| ja   | Datei hochladen | Grenzstein HERIS-ID: 108210 Objekt-ID: 125622seit 31. Dezember 2009                    | Fischhubweg Standort KG: Jägerberg                 | Stark verwitterter bzw. beschädigter Grenzstein aus dem 17. Jh., möglicherweise aus dem Jahr 1666, westlich der Brücke über dem Grenzbach situiert. Der obere Bereich nicht mehr vorhanden. Am Grenzstein die Ziffern „16“, sowie Teile des Wappens der Stadt Steyr, des Steyrer Panthers, dessen oberer Bereich beschädigt bzw. nicht mehr vorhanden ist, zu erkennen. | BDA-Hist.: Q37812466 Status: § 2a Stand der BDA-Liste: 2025-06-30 Name: Grenzstein GstNr.: 1296                                                            |
| ja   | Datei hochladen | Stadtbad, Außenbereichsbauten HERIS-ID: 108208 Objekt-ID: 125620seit 31. Dezember 2009 | Haratzmüllerstraße 126 Standort KG: Jägerberg      | Unter Denkmalschutz steht ein Teil der Außenbereichsbauten der 1959 nach Plänen von Friedrich Grünberger errichteten Freibadeanlage. Zu diesen gehören zwei Kabinenbauten, die großen Becken, der Sprungturm sowie die kleine Rutsche. Die beiden im Osten der Anlage situierten Kabinenbauten sind auf Stützen errichtet. Der Zugang erfolgt durch eine Plattform im Westen an die seitlich je eine geradläufige Stiege anschließt. Das leicht abgeschrägte Dach ist im Westen weiter vorgezogen und überdeckt auch den Eingangsbereich. Der hohe Sprungturm zeigt ein bemerkenswert leichtes, elegantes, ästhetisch ausgewogenes Erscheinungsbild. Der schräge wuchtige Hauptträger, der auch die Treppe aufnimmt, wird durch eine entgegengesetzt errichtete Stütze gestützt. Am Hauptträger die vier Absprungplattformen. Die kleine blaurote Betonrutsche ist in gerundeten Formen im typischen Zeitstil der 1950er Jahre ausgeführt. | BDA-Hist.: Q37812442 Status: § 2a Stand der BDA-Liste: 2025-06-30 Name: Stadtbad, Außenbereichsbauten GstNr.: .748, .749, .752, 976                        |
| ja   | Datei hochladen | Zwei Grenzsteine HERIS-ID: 98632 Objekt-ID: 114570seit 31. Dezember 2009               | hinter Kopernikusstraße 18 Standort KG: Jägerberg  | Zwei Grenzsteine aus den Jahren 1614 und 1774 unmittelbar nebeneinander an der Ennsleitenhangkante situiert. Der niedrigere stark verwitterte bzw. beschädigte Grenzstein stammt aus dem Jahr 1614. Der höhere schlichte Granitgrenzstein datiert in das Jahr 1774. Die Schriftzüge „SS“ für Stadt Steyr, „HS“ für Herrschaft Steyr und „16“ als Grenzsteinnummer sind zu erkennen. | BDA-Hist.: Q37772400 Status: § 2a Stand der BDA-Liste: 2025-06-30 Name: Zwei Grenzsteine GstNr.: 62/1                                                      |
| ja   | Datei hochladen | Wegkapelle HERIS-ID: 107980 Objekt-ID: 125356seit 31. Dezember 2009                    | Marienstraße 12, bei Standort KG: Jägerberg        | Kleine schlichte rechteckige Wegkapelle aus dem 19. Jh. mit abschließendem Satteldach an der Kreuzung Marienstraße – Bahndammstraße situiert. Vorhalle mit drei rundbogigen Öffnungen, ruhend auf zwei gebauchten, mittig gewulsteten Granitsäulen mit Kapitell. Im Giebelbereich kleine kreisrunde Öffnung. Innen vergitterte korbbogige Nische mit Statue Maria mit Kind. | BDA-Hist.: Q37811636 Status: § 2a Stand der BDA-Liste: 2025-06-30 Name: Wegkapelle GstNr.: 1233/2                                                          |
| ja   | Datei hochladen | Schule Ennsleite HERIS-ID: 98651 Objekt-ID: 114590seit 31. Dezember 2009               | Otto-Glöckel-Straße 4, 6 Standort KG: Jägerberg    | Otto Glöckel-Straße 4: Pförtnerhäuschen, bzw. Schulwartwohnhaus. Im Westen der Anlage situiertes, schlichtes kleines eingeschoßiges Gebäude mit flachem Satteldach, zeitgleich mit der Schule errichtet. Längsfassaden sechsachsig, ungegliederte Fassaden. Otto Glöckel-Straße 6: Schule Ennsleite, 1954 errichtet. Großer, auf E-förmiger Grundfläche errichteter Schulkomplex, dessen östlicher Trakt nach Süden verlängert ausgeführt ist. Schlichte Fassadengestaltung der Gebäude, diese mit flachen Satteldächern gedeckt. Im Westen zweigeschoßiger zwölf- auf dreiachsiger Bau mit Erweiterung nach Westen. Im Südosten anschließend eingeschoßiger Verbindungstrakt zum ebenfalls zweigeschoßig ausgeführten Mittelbau, der auch zwölf auf drei Achsen aufweist. Im Südosten wieder eingeschoßiger Verbindungsbau mit im Norden mittig situiertem zweigeschoßigem leicht vorspringendem Eingangsbereich. Im Süden an den Verbindungstrakt ist der Turnsaal angebaut. An den Verbindungsbau schließt der dreigeschoßige lange Osttrakt mit hakenförmigen Abschluss im Norden an, der hofseitig kleine Fenster aufweist. Nord- und ostseitig wieder große Durchfensterung. Nach einem dreigeschoßigen turmartig wirkenden Bau setzt im Süden ein weiterer dreigeschoßiger elf- auf dreiachsiger Bau an. Abschließend im Süden eingeschoßiger siebenachsiger Bau. Am Gebäudekomplex haben sich noch Details aus der Bauzeit erhalten, insbesondere im Bereich der Hauptportale. Im Hof Brunnen mit rundem Wasserbecken und in der Mitte Pinguine aus Metall. Im Norden vertiefter überdacht ausgeführter Fahrradabstellplatz. | BDA-Hist.: Q37772441 Status: § 2a Stand der BDA-Liste: 2025-06-30 Name: Schule Ennsleite GstNr.: .645, .646, 179/56, 179/45 Steyr Otto Glöckel-Straße 4, 6 |